# Chantal Chawaf

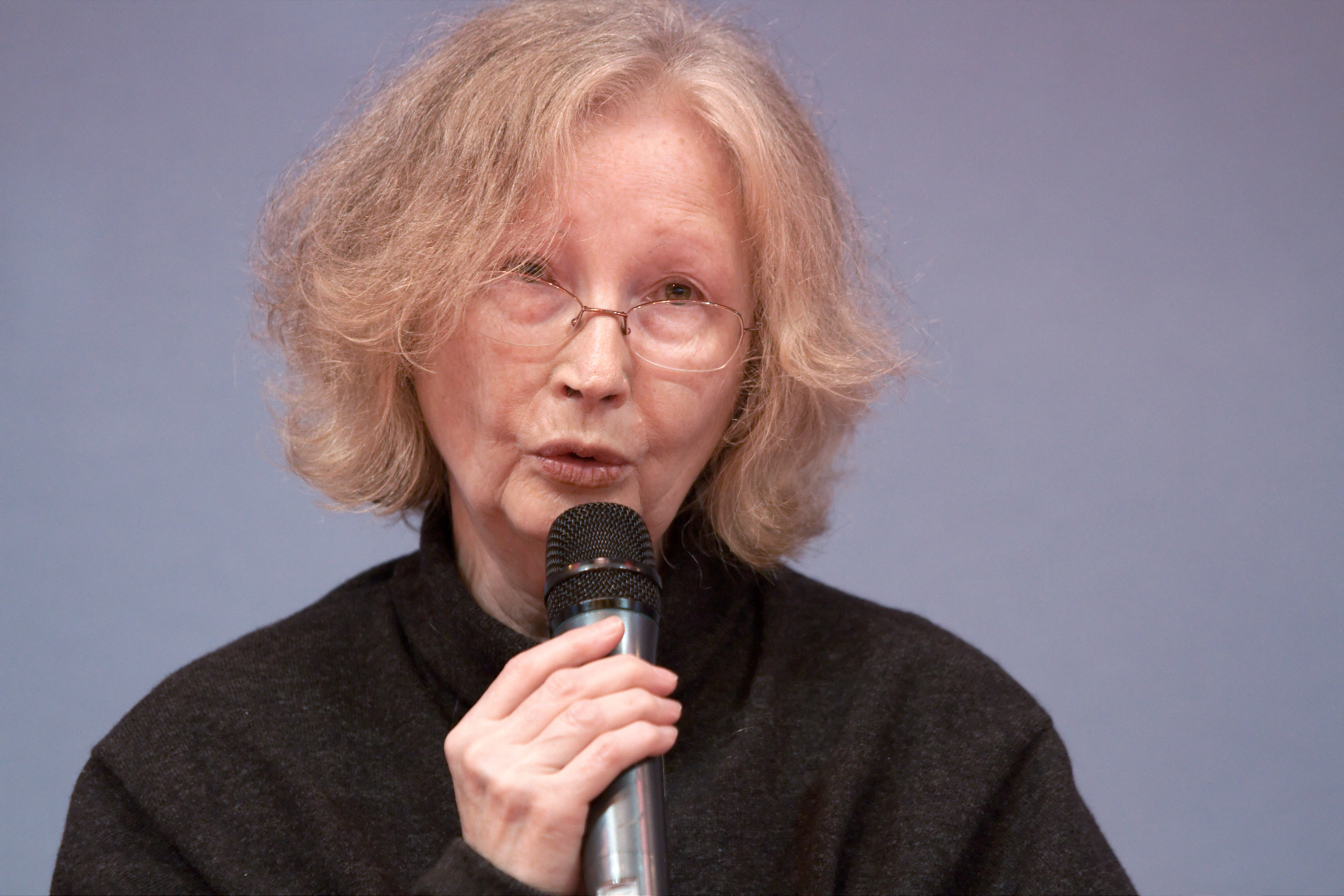
Chantal Chawaf

Chantal Chawaf (* 15. November 1943 in Paris) ist eine französische Schriftstellerin.
Sie hat Literaturwissenschaft und Kunstgeschichte studiert, bevor sie sich für einige Jahre im Nahen Osten niedergelassen hat.
Bei ihrer Rückkehr im Jahre 1974 begann sie in der von einer der Gründerinnen der Frauenbewegung in Frankreich, Antoinette Fouque gegründeten „Edition des femmes“ erste Werke zu veröffentlichen.
Der erste Roman von Chantal Chawaf „Retable. La rêverie“ weist bereits ihren ganz persönlichen Schreibstil aus, der später mit der Bewegung „Ecriture féminine“ assoziiert werden wird. Weitere Bücher dieser Zeit sind „Cercoeur“ (1975) und „Maternité“ (1979).
In ihrem Werk untersucht Chantal Chawaf Themen wie die Beziehung zwischen Mutter und Tochter und Paarbeziehungen. Sie hat Reisen in den Vereinigten Staaten unternommen, wo sie übersetzt und in den Universitäten gelesen wird. Sie ist Autorin mehrerer Romane und einiger Theaterstücke und Essays. Außerdem leitet sie eine Sammlung.

## Bibliographie

### Romane
- Retable. La rêverie. 1974, Editions des femmes.
- Cercœur. 1975, Mercure de France.
- Chair chaude (théâtre). 1976, Mercure de France.
- Blé de semence. 1976, Mercure de France.
- Le Soleil et la Terre. 1977, Editions Jean-Jacques Pauvert.
- Rougeâtre. 1978, Editions Jean-Jacques Pauvert.
- Maternité. 1979, Editions Stock.
- Landes. 1980, Editions Stock.
- Crépusculaires. 1981, Editions Ramsay.
- Les Surfaces de l'orage. 1982, Editions Ramsay.
- La Vallée incarnate. 1984, Editions Flammarion.
- Elwina, le roman fée. 1985, Editions Flammarion.
- Fées de toujours (mit Jinane Chawaf). 1987, Editions Plon.
- L'intérieur des heures. 1987, Editions des femmes.
- Rédemption. 1988, Editions Flammarion.
- L'éclaircie. 1990, Editions Flammarion.
- Vers la lumière. 1994, Editions des femmes.
- Le Manteau noir. 1998, Editions Flammarion.
- Issa. 1999, Editions Flammarion.
- Unter dem Pseudonym Marie de la Montluel: Mélusine des détritus. 2002, Editions du Rocher.
- L'Ombre. 2004, Editions du Rocher.
- La Sanction. 2004, Editions des Femmes.
- Sable noir. 2005, Editions du Rocher.
- Infra- monde. 2005, Editions des Femmes.
- Les Obscures, 2008, Editions des Femmes
- Je suis née, 2010, Editions des Femmes, neue form für "Le Manteau noir"
- Syria, le désert d'une passion, 2012, Editions Ixcea
- Délivrance brisée, 2013, Éditions de la Grande Ourse
- Ne quitte pas les vivants, 2015, Éditions Des femmes - Antoinette Fouque
- L'inconnue du désir, 2017, Éditions de la Grande Ourse

### Weitere Werke
- Le corps et le verbe, la langue en sens inverse (Essay). 1992, Presses de la Renaissance.
- L'Erotique des mots mit Régine Deforges, 2004, Editions du Rocher.
- L'Identité inachevéemit Adonis, 2004, Editions du Rocher

## Übersetzung
- Redemption übersetzt von Monique F. Nagem. 1992, Dalkey Archive Press.
- Mother Love, Mother Earth übersetzt von M. F. Nagem. 1993, Garland Publishing.
- Warmth: a bloodsong. In: Plays by French and Francophone Women übersetzt von C. P. Makward et J. G. Miller. 1994, University of Michigan Press, S. 233–246.
- Fées de Toujours mit Jinane Chawaf, übersetzt ins Arabische von Samia Esber. 2000, Syria Kultur Ministerium, Damaskus

## Sekundärliteratur
- Marianne Bosshard: Chantal Chawaf. Rodopi, 1999, ISBN 978-90-420-0625-6
- Catherine Rodgers: Gender. In: Malcolm Cook, Grace Davie (Hrsg.): Modern France: Society in Transition. Routledge, 1999
- Monique Saigal: Écriture: Lien de mère à fille chez Jeanne Hyvrard, Chantal Chawaf et Annie Ernaux. Rodopi, 2000
- Kathryn Robson: The female vampire: Chantal Chawaf's melancholic autofiction. In: Gill Rye & Michael Worton (Hrsg.): Women's writing in contemporary France: New Writers, New Literatures in the 1990s. Manchester University Press, 2002
- David Coward: History of French Literature: From Chanson de Geste to Cinema. Blackwell, 2003
- Vicki Mistacco: Les Femmes et la tradition littéraire- 2eme partie. Yale University Pr, 2006
- Frédérique Chevillot. Anna Norris, Des Femmes écrivent la guerre, Editions complicité, 2007
- Collectif: Génération MLF 1968-2008. Ed. des Femmes-Antoinette Fouque, 2008
- Jonathan Krell: Mélusine des Détritus ou les cris de la terre, in "Ecriture et réécriture du merveilleux féerique", geführt von Matthew Morris et Jean-Jacques Vincensini. Classiques Garnier, Paris 2012, S. 245–254